# Kallikrates
Kallikrates (2. połowa V w. p.n.e.) - grecki architekt. 
Współpracował z Iktinosem przy budowie ateńskiego Partenonu. Zatrudniony też przy budowie tzw. Długiego Muru, łączącego Ateny z Pireusem. Jego dziełem jest świątynia Nike Apteros (joński amfiprostylos z fryzem o bitwie pod Platejami) na ateńskim Akropolu (projekt ok. 445 p.n.e., wzniesiona ok. 425 p.n.e.).